# Torneo Transición de Chile 2013 (Segunda División)
Campeonato Nacional de Segunda División de Fútbol Profesional 2013, eller enbart Torneo Transición 2013 var Chiles tredje högsta division för fotboll för den första halvan av 2013. Då serierna lades om från att gå vår-höst till att gå höst-vår, spelades en kortare serie under våren 2013 för att sedan fortsätta med Segunda División de Chile 2013/2014. 12 lag deltog, varav 8 lag kunde flyttas upp och 4 lag är b-lag till lag spelandes i den högsta divisionen. Säsongen spelades mellan den 23 februari och 26 maj. Det var den enda av divisionerna som anordnades av ANFP (det vill säga Primera División, Primera B och Segunda División) som inte hade ett tävlingslag från Santiago som deltog, enbart b-lag från staden deltog i Torneo Trancisión 2013 (tre stycken: Audax Italiano B, Colo-Colo B och Unión Española B). Det nordligaste laget var Trasandino från Los Andes, beläget enbart några mil från Santiago. Det sydligaste laget var Deportes Puerto Montt (som flyttades ner från Primera B 2012), från Puerto Montt, och var även det sydligaste laget i alla ANFP:s serier. Den region med flest lag var Región de Valparaíso som hade två deltagande lag, Trasandino och San Antonio Unido. I övrigt var ytterligare sex regioner representerade med ett lag var; Región Metropolitana (Deportes Melipilla), Región del Maule (Deportes Linares), Región del Biobío (Iberia), Región de la Araucanía (Deportes Temuco), Región de Los Ríos (Deportes Valdivia) samt Región de Los Lagos (Deportes Puerto Montt).
Iberia vann till slut Segunda División och spelade uppflyttningskval mot Deportes Copiapó. Iberia förlorade emellertid och flyttades därmed inte upp till Primera B. Däremot flyttades Deportes Temuco upp till Primera B 2013/2014, efter att klubben tagit över Unión Temucos verksamhet och även Unión Temucos plats i den näst högsta divisionen.

## Tabell
| Nr | Lag                   | S  | V  | O | F  | GM | IM | MS  | P  |
| -- | --------------------- | -- | -- | - | -- | -- | -- | --- | -- |
| 1  | Iberia                | 22 | 15 | 3 | 4  | 40 | 21 | +19 | 48 |
| 2  | Trasandino            | 22 | 13 | 4 | 5  | 36 | 25 | +11 | 43 |
| 3  | Deportes Temuco       | 22 | 13 | 3 | 6  | 45 | 30 | +15 | 42 |
| 4  | Audax Italiano B      | 22 | 13 | 3 | 6  | 51 | 34 | +17 | 42 |
| 5  | San Antonio Unido     | 22 | 11 | 4 | 7  | 39 | 27 | +12 | 37 |
| 6  | Colo-Colo B           | 22 | 12 | 0 | 10 | 38 | 31 | +7  | 36 |
| 7  | Deportes Puerto Montt | 22 | 9  | 6 | 7  | 33 | 25 | +8  | 33 |
| 8  | Deportes Valdivia     | 22 | 7  | 5 | 10 | 26 | 29 | −3  | 26 |
| 9  | Deportes Linares      | 22 | 7  | 3 | 12 | 35 | 39 | −4  | 24 |
| 10 | Deportes Melipilla    | 22 | 3  | 6 | 13 | 31 | 55 | −24 | 15 |
| 11 | Ñublense B            | 22 | 5  | 2 | 15 | 29 | 57 | −28 | 17 |
| 12 | Unión Española B      | 22 | 3  | 5 | 14 | 24 | 54 | −30 | 14 |

### Matcher
| Hemma \ Borta         | AUD | COL | DLI | DME | DPM | DTE | DVA | IBE | ÑUB | SAN | TRA | UNI |
| Audax Italiano B      | —   | 0–3 | 4–0 | 1–2 | 2–1 | 4–0 | 4–0 | 3–0 | 2–1 | 2–2 | 2–1 | 3–1 |
| Colo-Colo B           | 0–2 | —   | 1–2 | 2–1 | 3–2 | 0–2 | 1–0 | 1–3 | 2–0 | 5–3 | 2–1 | 4–1 |
| Deportes Linares      | 3–4 | 1–3 | —   | 1–1 | 1–1 | 2–2 | 2–0 | 1–2 | 5–4 | 2–1 | 0–1 | 3–0 |
| Deportes Melipilla    | 2–2 | 3–2 | 1–5 | —   | 1–4 | 1–3 | 1–5 | 0–0 | 2–3 | 1–2 | 1–3 | 4–1 |
| Deportes Puerto Montt | 0–1 | 1–3 | 3–1 | 3–0 | —   | 1–1 | 1–1 | 2–2 | 1–0 | 1–1 | 0–0 | 3–0 |
| Deportes Temuco       | 4–5 | 1–0 | 1–0 | 2–0 | 1–0 | —   | 3–1 | 0–3 | 7–0 | 1–0 | 0–1 | 6–2 |
| Deportes Valdivia     | 3–1 | 1–0 | 1–0 | 4–2 | 1–2 | 1–3 | —   | 1–2 | 1–1 | 1–1 | 0–0 | 0–0 |
| Iberia                | 0–1 | 2–1 | 1–0 | 1–1 | 1–0 | 2–0 | 2–1 | —   | 3–0 | 1–0 | 0–2 | 4–1 |
| Ñublense B            | 4–3 | 1–2 | 0–3 | 4–1 | 0–3 | 2–3 | 0–1 | 0–5 | —   | 2–1 | 1–3 | 3–0 |
| San Antonio Unido     | 1–1 | 1–0 | 2–1 | 3–2 | 0–2 | 0–1 | 1–0 | 3–1 | 6–1 | —   | 4–2 | 3–0 |
| Trasandino            | 3–2 | 2–1 | 2–0 | 2–2 | 2–1 | 4–3 | 2–1 | 1–2 | 2–1 | 0–1 | —   | 1–0 |
| Unión Española B      | 3–2 | 1–2 | 4–2 | 2–2 | 3–1 | 1–1 | 0–2 | 2–3 | 1–1 | 0–3 | 1–1 | —   |

## Uppflyttningskval
|  | 29 maj 2013 | Iberia     | 1–1   | Deportes Copiapó | Estadio Municipal, Los Ángeles |               |
|  |             | Torres 77′ | (0–1) | 20′ Ross         | Publik: 5 000                  | Publik: 5 000 |
|  |             |            |       |                  | Publik: 5 000                  | Publik: 5 000 |
|  |             |            |       |                  | Publik: 5 000                  | Publik: 5 000 |

|  | 2 juni 2013 | Deportes Copiapó                        | 4–1   | Iberia     | Estadio Luis Valenzuela Hermosilla, Copiapó |               |
|  |             | Comba 36′ Parada 51′ Muñoz 77′ Ross 86′ | (1–0) | 48′ Gálvez | Publik: 5 000                               | Publik: 5 000 |
|  |             |                                         |       |            | Publik: 5 000                               | Publik: 5 000 |
|  |             |                                         |       |            | Publik: 5 000                               | Publik: 5 000 |